# Camponotus quadrinotatus
Camponotus quadrinotatus  (лат.) — вид муравьёв рода кампонотус (Camponotus) (подрод Myrmentoma) из подсемейства формицины (Formicinae). Дендробионт.

## Распространение
Россия (Приморский край, Хабаровский край). Китай, КНДР, Япония.

## Описание
Чёрные блестящие муравьи с 4 желтоватыми пятнами на брюшке, усики и жвалы красновато-коричневые, переднеспинка и ноги желтоватые. Рабочие муравьи имеют длину 4 — 5,5 мм, самки 7,3 — 8,5 мм, самцы 5,5 — 6,5 мм. Клипеус c вырезкой по переднему краю. Обитает в чернопихтовых и кедрово-широколиственных лесах, где строит гнёзда в дуплах живых деревьев.